# Cladura macnabi
Cladura macnabi là một loài ruồi trong họ Limoniidae. Chúng phân bố ở miền Tân bắc.